# Mehria Ashuftah
Mehria Ashuftah (* 3. November 1987 in Kabul, Afghanistan) ist eine deutsche Politikerin (SPD). Seit dem 26. März 2025 ist sie Mitglied der 23. Hamburgischen Bürgerschaft.

## Leben
Ashuftah wurde am 3. November 1987 in Kabul, Afghanistan, geboren. Kurz nach ihrem ersten Geburtstag flüchteten ihre Eltern mit ihr über Pakistan nach Deutschland. Sie wuchs in Groß Borstel auf. Nach dem Abitur am Gymnasium Langenhorn studierte sie Rechtswissenschaften an der Universität Hamburg und absolvierte ihr Rechtsreferendariat am Oberlandesgericht Schleswig. Seither ist sie Lehrbeauftragte und Rechtsanwältin an der Fakultät für Rechtswissenschaften der Universität Hamburg.
Ashuftah engagiert sich seit Januar 2011 in der SPD und war von 2011 bis 2018 in verschiedenen Ämtern bei den Jusos tätig. Seit Februar 2024 ist sie Mitglied im Kreisvorstand der SPD Hamburg-Nord.
Bei der Bürgerschaftswahl 2025 zog Ashuftah über Platz 44 der Landesliste in die Hamburgische Bürgerschaft ein. Seit ihrem Einzug in die Hamburgische Bürgerschaft ist sie Mitglied im Ausschuss für Antidiskriminierung und Gleichstellung, im Ausschuss für Justiz und Verbraucherschutz sowie im Haushaltsausschuss und dem Kultur- und Medienausschuss.